# En familia (obra de teatro)
En familia es una obra teatral del dramaturgo uruguayo Florencio Sánchez, estrenada en 1905.
Cuenta la historia de una familia de clase media, que cayó en la desgracia económica, social y moral. Al llegar Damián, un hijo ausente y su esposa, tratan de levantar a la familia del degradamiento, pero todos sus intentos fallan, y al resultar estafado por su padre quien se llevó todo su dinero. 
- Datos: Q5832039